# Hypochnicium stratosum
Hypochnicium stratosum är en svampart som beskrevs av Burds. & Nakasone 1983. Hypochnicium stratosum ingår i släktet Hypochnicium och familjen Meruliaceae.   Inga underarter finns listade i Catalogue of Life.